# Betriebsdatenerfassung

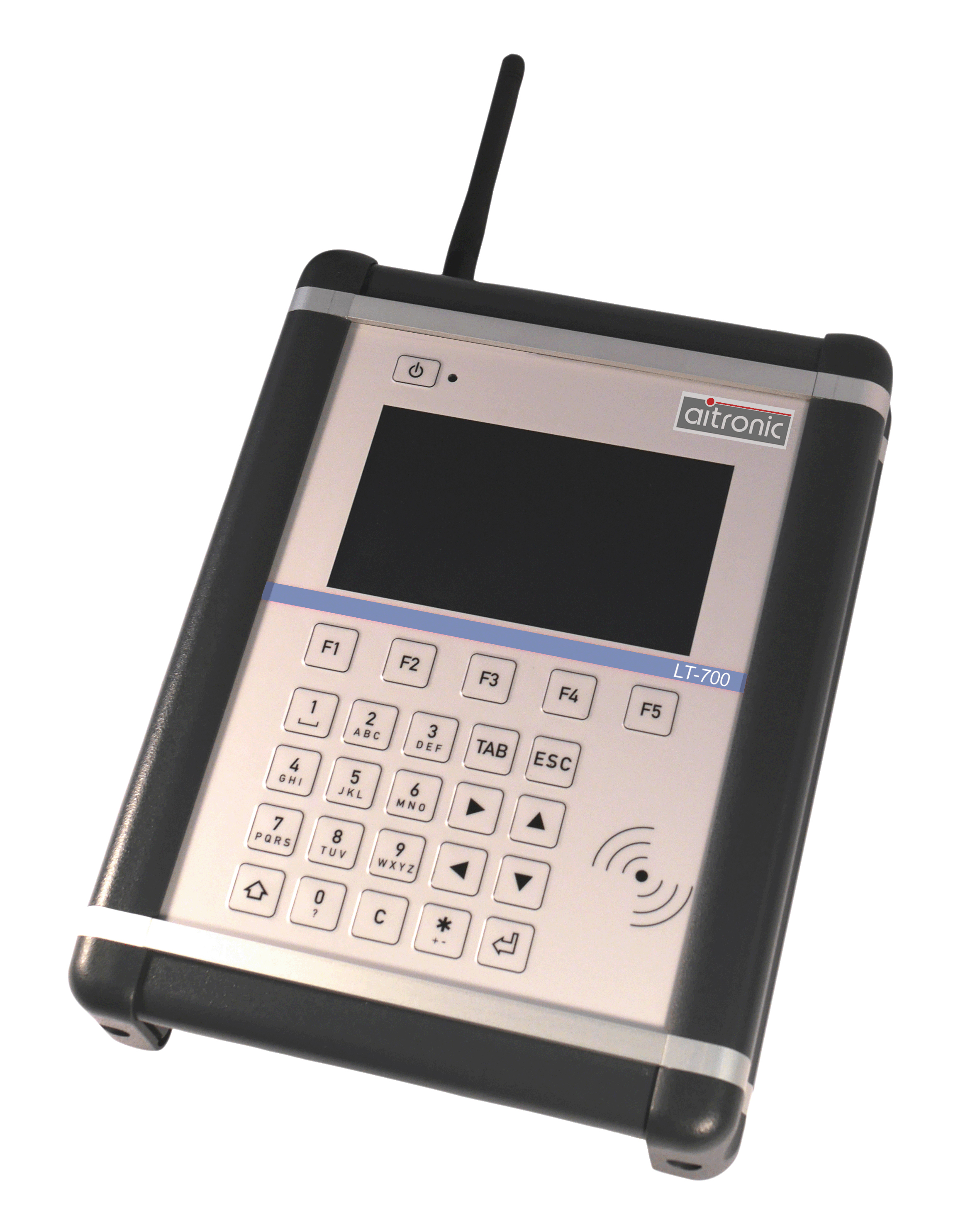
BDE-Terminal mit LAN, WLAN und LINUX-Betriebssystem

Betriebsdatenerfassung (BDE) ist ein Sammelbegriff für die Erfassung von Istdaten über Zustände und Prozesse in Betrieben.
Diese Daten können in Plant Information Management Systeme, Manufacturing Execution Systems bzw. SCADA-Systeme eingebunden sein.

## Arten
Bei der Betriebsdatenerfassung können verschiedene Arten von Betriebsdaten unterschieden werden.
| Betriebsdaten | | |                                                     |
| organisatorische Betriebsdaten | organisatorische Betriebsdaten                                                                                   | technische Betriebsdaten | technische Betriebsdaten                            |
| Auftragsdaten | Personaldaten | Maschinendaten | Prozessdaten                                        |
| - Produktionsdaten wie Zeiten, Anzahlen, Gewichte, Qualitäten, Stückzahlen - Arbeitsfortschritt, Auftragsstatus, Rückmeldung auftragsbezogener Arbeitsleistungen mit Bezug auf einzelne Arbeitsvorgänge | - Anwesenheits- und Arbeitszeit sowie andere Daten für die Berechnung des Lohns - Lohnkosten - Zutrittskontrolle | - Schalthäufigkeit, Unterbrechungen und Laufzeiten von Maschinen - gefertigte Stückzahlen - Meldungen und Störungen - Eingriffe des bedienenden Personals - Daten der Instandhaltung (Laufzeiten, Schaltspiel) - Verbrauch an Material, Energie und Hilfsmitteln - Messungen der Temperatur in Lagerräumen oder der Produktion, Immissionswerte | - Qualität - Parameter der Prozesse - Einstelldaten |

## Technische Realisierung
Die Datenerfassung erfolgt zentral über Bildschirmarbeitsplätze an zentralen PPS-Systemen, dezentral z. B. über Bildschirmarbeitsplätze an dezentralen BDE-Systemen oder Leitständen, über  Datenerfassungsterminals oder durch direkte Maschinendatenerfassung. Häufig erfolgt die Identifizierung des "BDE-Objekts", z. B. eines Arbeitsvorgangs, für den eine BDE-Meldung erfasst werden soll, mit Barcode-Unterstützung. Neben diesen modernen Methoden besteht auch ein Papieransatz, der mithilfe von Schreibgegenständen Schriftzeichen oder auch primitive Symbole (beispielsweise Zählstriche) auf das Papier überträgt.

## Systemarchitektur
Die BDE ist hierarchisch aufgebaut. Sie besteht aus BDE-Maschinen-, BDE-Bereichsterminals, BDE-Gruppenrechnern, die durch BDE-Interfaces an einen Leitrechner angebunden sind.
1. BDE-Leitrechner
2. BDE-Interface (Konzentrator)
3. BDE-Gruppenrechner
4. BDE-Bereichsterminal
5. BDE-Maschinenterminal